# Російська Арктика (національний парк)
Національний парк «Російська Арктика» (рос. Национальный парк «Русская Арктика») — національний парк розташований на теренах Архангельської області Росії в північній частині архіпелагу Нова Земля.
Створений 15 червня 2009 року. Загальна площа парку — 1 426 000 га, з яких суша — 632 090 га, морська акваторія — 793 910 га.

## Причини створення парку
У цьому регіоні розташовані найбільші в  Північній півкулі « пташині базари» (кайри і гаги), лежбища моржів, мешкають  білі ведмеді, гренландський кит,  песці,  гренландські тюлені і  нерпи. Рослинність представлена деякими видами мохів, лишайників і невеликою кількістю квіткових. Парк створений для збереження унікальної природи  Арктики.
Територія національного парку цікава не тільки своєю природою. Унікальною є культурна спадщина національного парку: тут розташовані місця та об'єкти, дотичні до історії відкриття та освоєння російської  Арктики починаючи з XVI століття. А також місця пов'язані з діяльністю росіян поморів та російських полярних дослідників Володимира Русанова і Георгія Сєдова, а також стоянки голландського мореплавця  Віллема Баренца, який відкрив ці землі для європейців.
Таким чином, цей регіон може бути цікавим для розвитку екологічного, наукового та пізнавального туризму. .